# Кетлянка
Кетлянка (пол. Kietlanka) — село в Польше, в Острувском повяте Мазовецкого воеводства, относится к гмине Зарембы-Косцельне.
В 1975—1998 годах село входило в состав Ломжинского воеводства.
C 1901 года в селе действует железнодорожная станция и придорожная часовня.
13 мая 1863 года повстанцы потерпели здесь поражение от русских войск.